# Cantó de Les Abymes-4
El cantó de Les Abymes-4 era una divisió administrativa francesa situat al departament de Guadalupe a la regió de Guadalupe.

## Composició
El cantó comprenia part de la comuna de Les Abymes.

## Administració
| Període                                  | Identitat       | Partit | Qualitat |
| ---------------------------------------- | --------------- | ------ | -------- |
| 1994-1997                                | Daniel Marsin   | GUSR   |          |
| 1997-2008                                | Lurel Chonkel   | GUSR   |          |
| 2008-                                    | Louis Galantine | FGPS   |          |
| Les dades anteriors no són pas conegudes |                 |        |          |

## Reorganització cantonal
En la reorganització cantonal que va entrar en vigor el 2015 el cantó de Les Abymes-4 va ser suprimit.